# Абете, Джанкарло
Джанкарло Абете (итал. Giancarlo Abete; 26 августа 1950 года, Рим, Италия) — итальянский политический деятель, спортивный администратор, предприниматель.

## Биография

### Образование
Окончил классический лицей «Массимо» (итал. «Massimo») в Риме.
Окончил Римский университет Ла-Сапиенца с дипломом в области экономики и торговли.

### Предпринимательская деятельность
Ведёт предпринимательскую деятельность в сфере полиграфии, издательской деятельности и информации.
Является президентом или членом административных советов различных обществ, входящих в Группу Абете.
С 1994 года по 2000 год — президент Союза промышленников Рима и Лацио
С 1999 года по 2003 год — президент Национальной федерации индустрии путешествий и туризма — Federturismo.
До 2001 года — член Совета Всеобщей конфедерации итальянской промышленности — Confindustria.

### Работа в национальныхфутбольныхорганизациях
С 1989 года по 1990 год — руководитель Технического сектора Итальянской федерации футбола, и с 1990 года по 1997 год работал в Футбольной лиге серии «C»
С 1996 года по 2000 год и с 2001 года по 2006 год — вице-президент Итальянской федерации футбола.
С 2007 по 2014 год был президентом Федерации Футбола Италии. При голосовании получил 266 голосов из 271 возможного.

### Политическая деятельность
Член Христианско-демократической партии Италии.
Депутат Палаты депутатов Парламента Италии VIII (20 июня 1979 года — 11 июля 1983 года), IX (12 июля 1983 года — 1 июля 1987 года), X (2 июля 1987 года — 22 апреля 1992 года) созывов.
Работа в парламентских комиссиях:
- С 9 декабря 1980 года по 11 июля 1983 года — член Космиссии признанию полномочий и юридическим процедурам.
- С 11 июля 1979 года по 11 июля 1983 года, с 27 января 1984 года по 1 июля 1987 года — член XII комиссии (Промышленность и торговля)
- С 21 апреля 1982 года по 7 марта 1983 года, с 9 августа 1983 года по 27 января 1987 года — член XIII комиссии (Труд и социальное обеспечение)
- С 30 июля 1981 года пл 11 июля 1983 года, с 6 октября 1983 года по 1 июля 1987 года — член Комиссии по обвинительной процедуре.
- С 18 июля 1991 года по 22 апреля 1992 года — член II комиссии (Юстиция)

## Награды
- Командор ордена «За заслуги перед Итальянской Республикой» (12 декабря 2006 года) [1]

## Семья
Женат, имеет двух дочерей.